# Schindleria densiflora
Schindleria densiflora är en kermesbärsväxtart som först beskrevs av Carl Ernst Otto Kuntze, och fick sitt nu gällande namn av Joseph Vincent Monachino. Schindleria densiflora ingår i släktet Schindleria och familjen kermesbärsväxter. Inga underarter finns listade i Catalogue of Life.